# Orbaden
Orbaden är en småort i Bollnäs kommun belägen i Arbrå socken, i norra utkanten av Vallsta och väster om Ljusnan vid Riksväg 83. Orten domineras av kilometerlång sandstrand och verksamheter inom besöksnäring och friluftsliv.

## Hälsinglands riviera

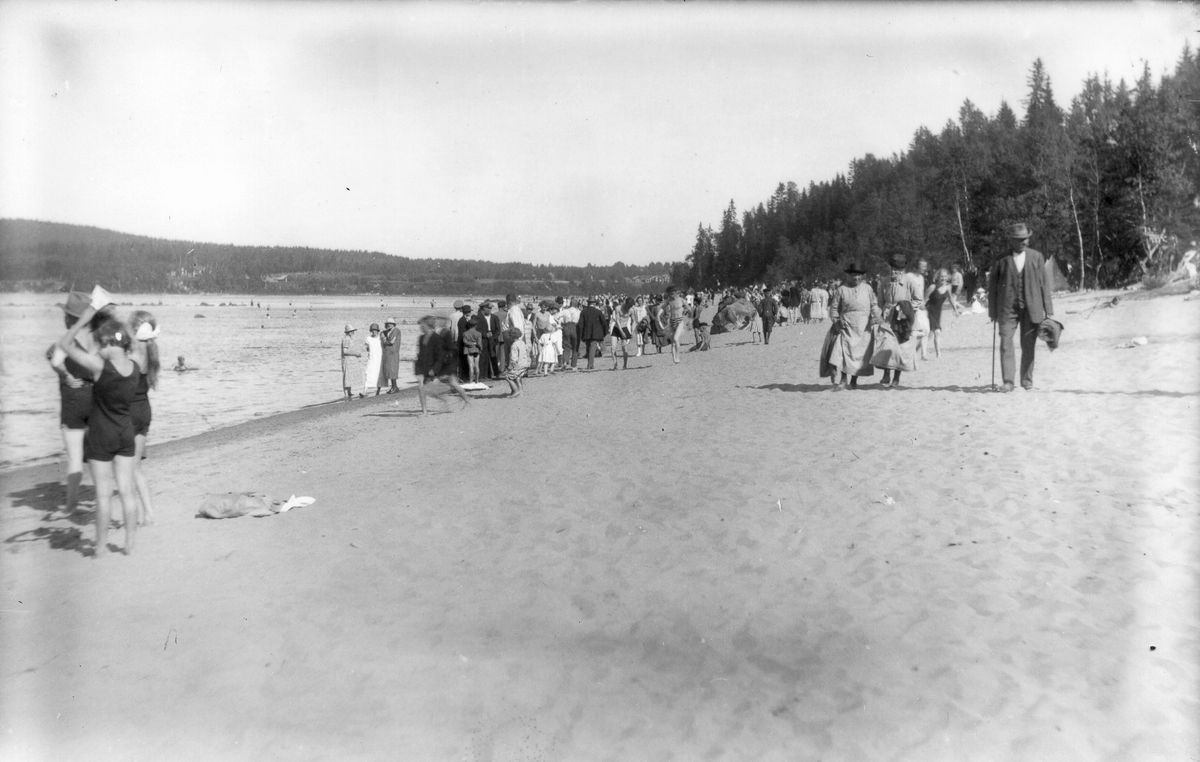
Badliv på Orbadens strand år 1923.

Orten Orbaden domineras av badplatsen med samma namn som består av vidsträckta badstränder längs en vik i Orsjön. Stranden har gett upphov till att Orbaden i marknadsföringssammanhang kallats för "Hälsinglands riviera" med anspelning på förutsättningarna för strand- och badliv.
Under 1920-talet när stranden började uppmärksammas alltmer av besökare från alla delar av Hälsingland, omnämns Orbaden som ett "Hälsinglands Mölle".

## Historia

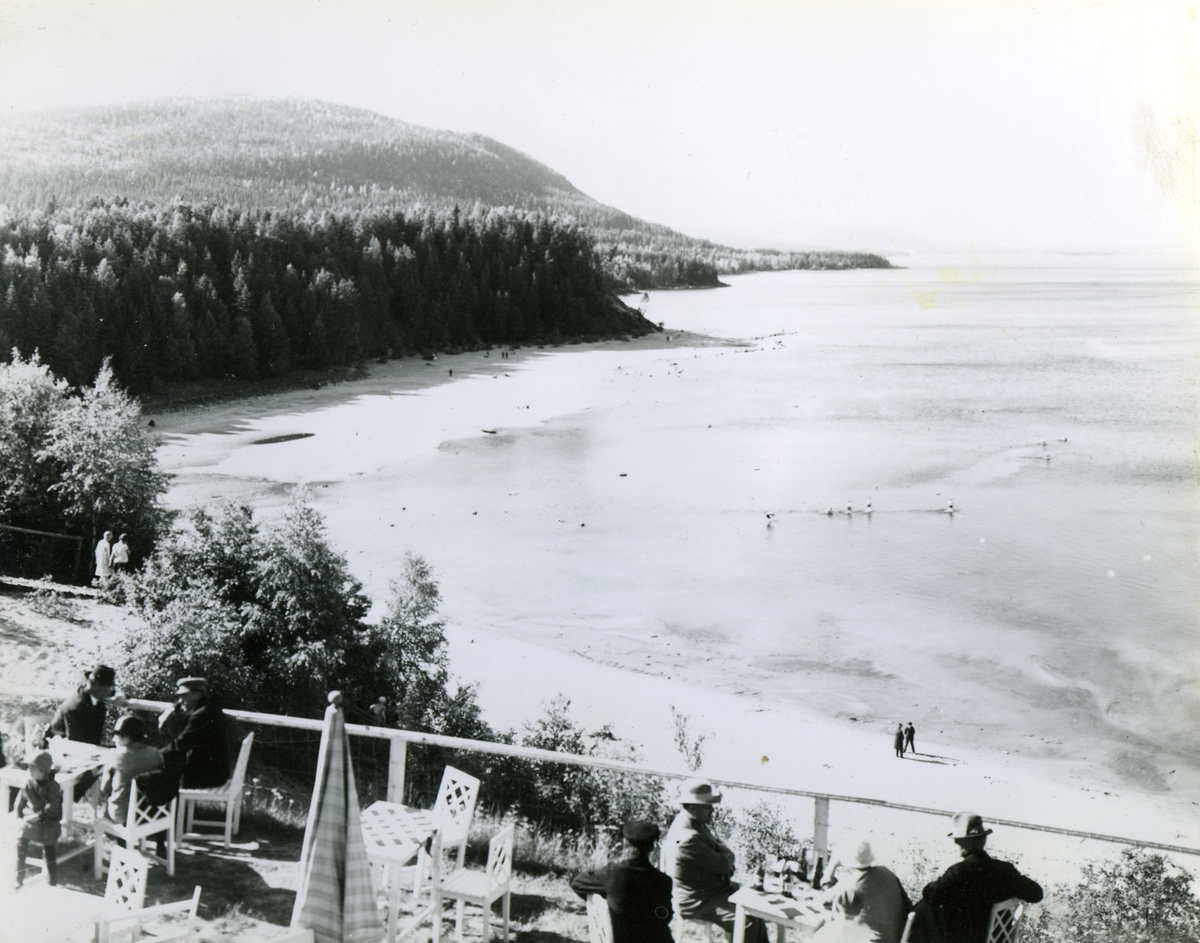
Utsikt över Orbaden, 1919.

Med anledning av den järnvägsstation som anlades av SJ i Orbaden 1924 kom också namnet Orbaden att få sin status, tidigare hade heden där järnvägen drogs lokalt kallats "Hea" och sjön kallades kort och gott för "Or". Samma år annonserades i Söderhamns tidning att en andelsförening startats av boende i Vallsta för att se om badlivet. I annonsen beskrevs hur stranden under somrarna kunde fyllas med 400-500 badandes Hälsingar och att föreningen syftade till att ta vara på dessa möjligheter och erbjuda besökare bekvämligheter så som sommarrestaurang.
Restaurangen som ligger med utsikt över Orsjön drevs sedan som Orbadens badrestaurang under åren 1926-1934 av ägare som också hade krog i Stockholm. 1935 köpte teaterdirektör Elis Ellis restaurangen efter ett besök hos författaren Henning Ohlson som visat upp Orbaden under förevisningen "den vackraste tavlan, som finns i Guds bildgalleri". Elis Ellis investerade 25.000 kr i restaurering och ombyggnad under de första året.
Restaurangen har sedan byggts ut för att inkludera boende och kunde erbjuda festligheter regelbunden underhållning under mitten av 1900-talet. Senare tog Arbrå kommun över ägandet och sålde i sin tur till Korsnäs som lät anställda ha semesterboende i anläggningarna. Under 2000-talet rustades anläggningen upp med bland annat spa-anläggning.

## Verksamheter
I Orbaden finns vandrarhem, camping och spa- och konferensanläggning. Vid Åsberget finns en ziplinebana och utsiktsboende.
Kyrkrodd är en aktivitet som erbjuds i Orbaden av den lokala föreningen Arbrå kyrkroddare. Båtarna liknar vikingarnas långskepp men är baserad på den båttyp som användes under åren 1550 –1850 av boende längs Ljusnan i Arbrå socken för att ta sig till Arbrå kyrka för gudstjänsten. Arbrå hembygds- och fornminnesförening driver Lifstorpet, ett välbevarat torp i Orbaden, som under sommaren visar konst och konsthantverk. Intill Orbaden ligger världsarvsgården Gästgivars från 1800-talet där guidade visningar ges av hälsingegården och servering.